# Jahna (Käbschütztal)
Jahna war eine Gemeinde, die von 1935 bis 1969 existierte. Sie ging in der Gemeinde Jahna-Kagen auf.

## Geographie und Geschichte
Die Gemeinde befand sich westlich der Stadt Meißen auf der linken Elbseite. Sie entstand am 1. November 1935 durch den Zusammenschluss der selbständigen Orte Gasern, Jesseritz, Oberjahna, Schletta und Sieglitz. Jahna befand sich in der Amtshauptmannschaft Meißen im Deutschen Reich. Im Jahr 1937 wurde der Meißner Ortsteil Niederjahna nach Jahna umgemeindet, dafür kam das Vorwerk Korbitz an die Stadt. Nach dem Zweiten Weltkrieg wurde die Gemeinde Teil der Sowjetischen Besatzungszone und später der DDR. Die Kreisreform 1952 legte die Zugehörigkeit Jahnas zum Kreis Meißen im Bezirk Dresden fest. Die Selbständigkeit der Gemeinde endete am 1. Januar 1969 durch den Zusammenschluss mit Kagen zur Gemeinde Jahna-Kagen mit 14 Ortsteilen. Heute gehört das Gemeindegebiet zur Gemeinde Käbschütztal.